# Клопов, Эдуард Викторович
Эдуа́рд Ви́кторович Кло́пов (10 августа 1930, Днепропетровск — 24 августа 2010, Москва, Россия) — советский и российский социолог, специалист в области социальной структуры, социально-экономических и политических проблем наёмного труда. Доктор исторических наук, профессор. Работал в нескольких институтах, затем в ИМЭМО РАН, был соредактором издания «Социально-трудовые исследования».

## Биография
Окончил в 1953 году исторический факультет МГУ .
С 1956 года — научный сотрудник ИМЛ при ЦК КПСС. В 1966—1991 в Институте международного рабочего движения АН СССР. В 1991—1993 заместитель директора и заведующий лабораторией в Институте проблем занятости РАН и Министерства труда РФ; с 1993 главный научный сотрудник ИМЭМО РАН (Центр сравнительных социально-экономических и социально-политических исследований).
В 1979 году защитил диссертацию на соискание учёной степени доктора исторических наук по теме «Социальное развитие рабочего класса в социалистическом обществе: (Рабочий класс СССР и европейских стран социалистического содружества в 60-е — 70-е годы)» (специальность 07.00.04 — история коммунистического и рабочего движения и национально-освободительных движений).
С 1985 года — профессор Московского историко-архивного института.
В 1986 году присвоено учёное звание профессора.
Автор и соавтор более 120 научных работ, в том числе ряда книг. Исследовал быт и повседневную жизнь рабочих, рабочее движение, изменения, происходившие с рабочим классом в процессе перехода России к новой экономической формации и социальному устройству. Ранние работы, написанные в советское время, нередко несут на себе идеологический отпечаток эпохи.
Награждён орденом Дружбы народов (1986).
Дочь Мария — российский историк-славист.

## Научные труды

### Монографии
на русском языке
- Клопов Э. В. Ленин в Смольном: Государственная деятельность В. И. Ленина в первые месяцы Советской власти. Октябрь 1917 г. — март 1918 г. — М.: Мысль, 1965. — 455 с.
- Клопов Э. В., Кореневская Е. И. Правительство, рожденное Октябрем. — М.: Политиздат, 1974. — 111 с. (Страницы истории Советской Родины).
- Гордон Л. А., Клопов Э. В., Оников Л. А. Черты социалистического образа жизни: быт городских рабочих вчера, сегодня, завтра. — М.: Знание, 1977. — 159 с.
- Гордон Л. А., Клопов Э. В. Человек после работы: Социальные проблемы быта и внерабочего времени: По материалам изучения бюджетов времени рабочих в крупных городах европ. части СССР. — М.: Наука, 1972. — 268 с. (переиздание Гордон Л. А., Клопов Э. В. Человек после работы: социальные проблемы быта и внерабочего времени : по материалам изучения бюджетов времени рабочих в крупных городах европейской части СССР / Л. А. Гордон, Э. В. Клопов; Российская акад. наук, Ин-т социально-политических исследований. — М.: Вече, 2013. — 365 с. (Вехи отечественной социологии). ISBN 978-5-4444-1318-0)
- Клопов Э. В. Рабочий класс СССР: (Тенденции развития в 60-70-е годы). — М.: Мысль, 1985. — 336 с.
- Гордон Л. А., Клопов Э. В. Что это было?: Размышления о предпосылках и итогах того, что случилось с нами в 30-40-е годы. — М.: Политиздат, 1988. — ISBN 5-250-00670-1. — Тираж 100 000 экз.
- Гордон Л. А., Клопов Э. В. Потери и обретения в России девяностых: историко-социологические очерки экономического положения народного большинства. В 2 т. / Рос. акад. наук. Ин-т мировой экономики и междунар. отношений.— М.: Эдиториал УРСС, 2000. ISBN 5-8360-0172-3
  - Т. 1. Меняющаяся страна в меняющемся мире: предпосылки перемен в условиях труда и уровне жизни Архивная копия от 12 февраля 2018 на Wayback Machine. — 304 с.
  - Т. 2. Меняющаяся жизнь в меняющейся стране: занятость, заработки, потребление Архивная копия от 12 февраля 2018 на Wayback Machine. — 512 с.

на других языках
- Gordon L., Klopov E. Man after work: Social problems daily life and leisure time : Based on the surveys of workers time budgets in major cities of the European part of the USSR / L. Gordon, E. Klopov ; Transl. from the Russian by John Bushnell and Kristine Bushnell. — M.: Progress, 1975. — 306 с. (Socialism today / Progress).
- Gordon L., Klopov E. Der Mensch in seiner Freizeit: Soziale Probleme der Freizeitgestaltung : Nach Materialen der Zeitbudgetforschung innerhalb verschiedener Grossstadtarbeitergruppen im europ. Teil der UdSSR / L. Gordon, E. Klopow; Deutsch von T. Basarnik. — M.: Progress, 1976. — 359 с.
- Gordon L., Klopov E. L'homme apres le travail: Les problemes sociaux de la vie quotidienne et du temps horstravail: (D'apres l'etude du budget-temps des ouvriers des grandes villes de la partie europ. de l'URSS) / L. Gordon, E. Klopov; Trad. du russe par Anne-Marie Pascal e. a. — M.: Progres, 1976. — 405 с.

### Учебное пособие
- Гордон Л. А., Возьмитель А. А., Журавлёва И. В., Клопов Э. В., Римашевская Н. М., Ядов В. А. Социология быта, здоровья и образа жизни населения // Ядов В. А., Яницкий О. Н., Андреева Г. М., Амелин В. Н., Астафьев Я. У., Батыгин Г. С., Бестужев-Лада И. В., Винклер Р. Л., Возьмитель А. А., Гараджа В. И., Гилинский Я. И., Голенкова З. Т., Гордон Л. А., Гридчин Ю. В., Гурко Т. А., Дегтярёв А. А., Дробижева Л. М., Журавлёва И. В., Захарова О. Д., Здравомыслова Е. А., Игитханян Е. Д., Келле В. Ж., Клецин А. А., Клопов Э. В., Коган Л. Н., Кравченко А. И., Мансуров В. А., Маслова О. М., Ольшанский В. Б., Патрушев В. Д., Петренко Е. С., Римашевская Н. М., Рыбаковский Л. Л., Рывкина Р. В., Семёнова В. В., Согомонов А. Ю., Телешова Ю. Н., Шубкин В. Н., Щербина В. В. Социология в России: Учебное пособие для студентов вузов. / Под ред. В. А. Ядова. 2-е, перераб. и доп. — М.: Институт социологии РАН, 1998. — С. 432—453 — 695 с. (Высшее образование)

### Брошюры
- Гордон Л. А., Клопов Э. В. Социальное развитие рабочего класса СССР / Л. А. Гордон, Э. В. Клопов, кандидаты ист. наук. — М.: Знание, 1974. — 62 с.
- Клопов Э. В. В. И. Ленин — глава первого Советского правительства. — М.: Знание, 1987. — 64 с. (Новое в жизни, науке, технике. История; 7/1987).

### Статьи
- Гордон Л. А., Волк В. Л., Генкин С. Е., Клопов Э. В., Соколова С. Н. Типология сложных социальных явлений // Вопросы философии. 1969. № 7.
- Гордон Л. А., Волк В. Я., Клопов Э. В. К вопросу о типологии свободного времени: (Многомерный анализ бюджетов времени) / Л. А. Гордон, канд. ист. наук, В. Я. Волк, канд. физ.-мат. наук, Э. В. Клопов, канд. ист. наук. - М.: [б. и.], 1970. — 17 с. (Доклад на VII Международном социологическом конгрессе/ Советская социол. ассоциация. Советский оргком. по подготовке VII Междунар. социол. конгресса; 44).
- Гордон Л. А., Клопов Э. В. Социальное развитие рабочего класса в СССР // Вопросы философии. 1972. № 2. С. 8.
- Гордон Л. А., Клопов Э. В., Оников Л. А. Социальные проблемы быта // Коммунист. 1974. № 17. С. 49.
- Гордон Л. А., Клопов Э. В. Рациональный бюджет времени: подход к проблеме и опыт начального расчёта // Социологические исследования. 1977. № 1. С. 19.
- Андрукович Л. Н., Клопов Э. В. Научно-техническая революция и повышение образованности рабочего класса в СССР в 60-е—70-е годы // История СССР. 1977. № 6. С. 21.
- Гордон Л. А., Клопов Э. В. Главная сила революционных преобразований // Коммунист. 1987. № 16. С. 18.
- Гордон Л. А., Клопов Э. В. Зёрна и плевелы. Размышления о предпосылках и итогах преобразований 1920-х годов // Рабочий класс и современный мир. 1988. № 2. С. 105.
- Гордон Л. А., Клопов Э. В. Тридцатые-сороковые // Знание — сила. 1988. № 2.
- Гордон Л. А., Клопов Э. В. Тридцатые-сороковые // Знание — сила. 1988. № 4. С. 22.
- Гордон Л. А., Клопов Э. В. Главная сила революционных преобразований // Коммунист. 1991. № 10. С. 28.
- Гордон Л. А., Клопов Э. В. Трудовые отношения: к трёхстороннему социальному партнёрству // Полис. Политические исследования. 1992. № 1-2. С. 175.
- Гордон Л. А., Клопов Э. В. Рабочее движение в постсоциалистической России // Мировая экономика и международные отношения. 1993. № 5.
- Клопов Э. В. Сила и слабости демократического движения (взгляд через призму самоанализа его участников) // Социологические исследования. — 1993. — № 6. — С. 56-66.
- Клопов Э. В. Переходное состояние рабочего движения // Социологический журнал. — 1995. — № 1. — С. 10-28.
- Клопов Э. В. Из первых опытов исследования социальной структуры современного российского общества // Социологические исследования. — 1996. — № 8. — С. 140-143.
- Клопов Э. В. Вторичная занятость как форма социально-трудовой мобильности // Социологические исследования. — 1997. — № 4. — С. 29-45.
- Гордон Л. А., Клопов Э. В. Социальный контекст процессов политической институционализации // Мировая экономика и международные отношения. 1998. № 2. С. 22.
- Гордон Л. А., Клопов Э. В. Современные общественно-политические преобразования в масштабе социального времени // Социологические исследования. — 1998. — № 1. — С. 6-20.
- Гордон Л. А., Клопов Э. В. Социальные эффекты и структура безработицы в России // Социологические исследования. — 2000. — № 1. — С. 24-34.
- Гордон Л. А., Клопов Э. В. Динамика условий и уровня жизни населения (разнонаправленные тенденции 90-х годов) // Мониторинг общественного мнения: экономические и социальные перемены. — 2000. — № 5 (49). — С. 25-34.
- Хохлова М. Г., Клопов Э. В. Основные тенденции изменений численности и состава российских безработных в начале XXI века // Социально-трудовые исследования. — М.: ИМЭМО РАН, 2005. — С. 27-63.
- Гордон Л. А., Клопов Э. В. Социальная эффективность и структура безработицы в России // Экономист. 2005. С. 66.
- Гордон Л. А., Клопов Э. В. Социальная эффективность и структура безработицы в России // Социологические исследования. 2010. № 1. С. 24.